# Kensington and Chelsea
Kensington and Chelsea (Royal Borough of Kensington and Chelsea)  is een Engels district of borough in de regio Groot-Londen, gelegen in het centrale deel van de metropool. De borough telt 155.741 inwoners. De oppervlakte bedraagt 12 km².
Van de bevolking is 12,2% ouder dan 65 jaar. De werkloosheid bedraagt 4,7% van de beroepsbevolking (cijfers volkstelling 2001).

## Wijken in Kensington and Chelsea
- Chelsea
- Earls Court
- Kensington
- Knightsbridge
- Notting Hill (met o.a. Portobello Road)
- South Kensington

## Bezienswaardigheden
- Leighton House Museum